# Torps socken, Medelpad
Torps socken i Medelpad ingår sedan 1971 i Ånge kommun och motsvarar från 2016 Torps distrikt.
Socknens areal är 1 199,00 kvadratkilometer, varav 1 130,00 land. År 2000 fanns här 4 822 invånare. År 2020 fanns 3 940 invånare i Torps distrikt, Medelpad. Tätorterna Torpshammar, huvuddelen av Ljungaverk samt tätorten och kyrkbyn Fränsta med sockenkyrkan Torps kyrka ligger i socknen.

## Administrativ historik
Torps socken har medeltida ursprung.
Vid kommunreformen 1862 övergick socknens ansvar för de kyrkliga frågorna till Torps församling och för de borgerliga frågorna bildades Torps landskommun. Landskommunen uppgick 1971 i Ånge kommun.
1 januari 2016 inrättades distriktet Torp, med samma omfattning som församlingen hade 1999/2000.
Socknen har tillhört fögderier, tingslag och domsagor enligt vad som beskrivs i artikeln Medelpad. De indelta båtsmännen tillhörde Första Norrlands andradels båtsmanskompani.

## Geografi
Torps socken ligger kring Ljungan och Gimån och sjöarna Leringen och Gissjön. Socknen har dalgångsbygd vid vattendragen och höglänta skogsbygder däromkring med flera höjder som når över 500 meter över havet.
Socknen genomkorsas i öst-västlig riktning av E14. Vägen går norr om Ljungan, som dominerar den centrala bygden med sin dalgång.
I söder, i trakten av Naggen, gränsar socknen mot Hälsingland och Ramsjö socken i Ljusdals kommun samt mot Hassela socken i Nordanstigs kommun, båda grannsocknar i Gävleborgs län. I väster ligger Borgsjö socken och i öster Stöde socken. I nordost gränsar socknen mot Holms socken. De båda sistnämnda tillhör Sundsvalls kommun. I norr ligger Hällesjö socken i Bräcke kommun, Jämtland. Vid byn Hjältan söder om Ljungan i öster ligger Viskans kriminalvårdsanstalt, som stängdes 2009. Byn Viskan ligger dock norr om älven och i Stöde socken.

### Orter och folkmängd
Vid folkräkningarna 1880–1910 var befolkningen i Torps socken fördelad på följande hemorter:
| Ort                       | Typ           | 1880  | 1890  | 1900  | 1910  |
| ------------------------- | ------------- | ----- | ----- | ----- | ----- |
| Backen                    | By            | 245   | 306   | 300   | 294   |
| Björnede                  | By            | 22    | 24    | 27    | 35    |
| Boda / Storboda           | By            | 303   | 349   | 362   | 345   |
| Byn                       | By            | 78    | 94    | 93    | 120   |
| Djupröra                  | Bebyggelse    |       |       | 118   | 119   |
| Droppebo                  |               | 11    |       |       |       |
| Finnsjön                  | By            | 58    | 46    | 47    | 46    |
| Finsta                    | By            | 228   | 238   | 259   | 280   |
| Flata                     | By            | 241   | 277   | 228   | 221   |
| Främre Nordanede          | By            | 62    | 79    | 71    | 72    |
| Fränsta                   | By            | 202   | 227   | 179   | 227   |
| Fränsta station           |               |       |       | 23    |       |
| Gim                       | By            | 170   | 163   | 204   | 195   |
| Gissjö                    | By            | 198   | 210   | 230   | 229   |
| Glappsjö mo               |               | 13    |       |       |       |
| Gullgård                  | By            | 220   | 261   | 257   | 257   |
| Gäddtjärnåsen             | Gårdar        | 68    | 58    | 35    | 49    |
| Gäle / Gärde              | By            | 90    | 80    | 108   | 134   |
| Gösunda                   | By            | 205   | 197   | 186   | 201   |
| Hammar                    | By            | 61    | 105   | 101   | 112   |
| Hjältan                   | By            | 136   | 177   | 178   | 178   |
| Hjältanstorp              | By            | 90    | 99    | 88    | 86    |
| Hångstaörn                | Gård          | 12    | 9     | 2     | 2     |
| Hästnäset                 | Gårdar        | 33    | 55    | 37    | 29    |
| Ingemarsboda              | Gårdar        | 14    | 12    | 11    | 3     |
| Johannisberg              | Station       | 101   | 171   | 120   | 133   |
| Johannisbergs Bryggeri    |               | 3     |       | 15    | 20    |
| Karrsjö                   | By            | 59    | 54    | 64    | 41    |
| Kilen                     | By            | 10    | 13    | 22    | 4     |
| Klöstre                   | By            | 286   | 328   | 372   | 388   |
| Knutnäset                 | Gårdar        | 51    | 64    | 66    | 63    |
| Kälen                     | By            | 203   | 213   | 232   | 225   |
| Lillboda                  | By            | 43    | 57    | 65    | 79    |
| Lillmörtsjön              | By            | 185   | 216   | 199   | 247   |
| Lillnaggen                | By            | 9     | 8     | 8     | 11    |
| Marktjärn                 | By            | 52    | 44    | 41    | 29    |
| Mellanleringen            | By            | 35    | 60    | 72    | 78    |
| Munkbyn                   | By            | 127   | 132   | 139   | 151   |
| Munktorp                  | By            | 78    | 63    | 49    | 58    |
| Naggen                    | By            | 110   | 116   | 130   | 147   |
| Nordanede                 | By            | 119   | 116   | 121   | 131   |
| Norrleringen              | Bebyggelse    | 199   | 231   | 106   | 74    |
| Näset                     |               | 61    | 83    | 70    | 31    |
| Oxsjön                    | By            | 48    | 54    | 31    | 38    |
| Prestbordet / Prästgården | Prästbord     | 14    | 55    | 43    | 39    |
| Rogsta                    | By            | 101   | 118   | 127   | 169   |
| Rombäck                   | By            | 357   | 420   | 474   | 455   |
| Saxen                     | By            | 160   | 174   | 158   | 138   |
| Stormörtsjön              | By            | 96    | 99    | 81    | 77    |
| Storulfsjön               | By            | 66    | 61    | 65    | 51    |
| Sörleringen               | By            | 69    | 71    | 92    | 88    |
| Tirsta                    | By            | 250   | 281   | 263   | 263   |
| Torpshammar               | Brukssamhälle | 203   | 174   | 177   | 334   |
| Torpshammar station       |               | 95    |       | 36    |       |
| Västerhångsta             | By            | 455   | 534   | 532   | 582   |
| Västerkomsta              | By            | 98    | 104   | 136   | 159   |
| Viken                     | By            | 174   | 232   | 220   | 211   |
| Wissland                  | By            | 129   | 134   | 120   | 135   |
| Ålsta                     | By            | 92    | 116   | 136   | 155   |
| Åse                       | By            | 116   | 126   | 83    | 94    |
| Övergård                  | By            | 19    | 20    | 35    | 38    |
| Österhångsta              | By            | 152   | 188   | 182   | 158   |
| Österkomsta               | By            | 98    | 117   | 108   | 150   |
| Å församlingen skrivna    |               |       |       | 1     |       |
| Summa                     |               | 7 283 | 8 113 | 8 135 | 8 478 |
| Obefintliga               |               |       | 136   | 38    | 79    |

### Svedjefinnbyar
Från sekelskiftet 1500/1600 och framåt ägde en inflyttning av svedjefinnar rum i Torps socken. Ursprungliga finnbyar:
Västra finnmarken (1860 års klassifikation)
- Finnsjön
- Lillmörtsjö
- Naggens by
- Oxsjön / Öyesjön
- Stormörtsjö

Östra finnmarken (1860 års klassifikation)
- Hjältanstorp
- Leringen
- Lillnaggen
- Munktorp
- Saxen
- Storulvsjön eller Västra Ulfsjön (Kilen)

## Fornlämningar
Man har funnit omkring 55 fornlämningar. Det finns boplatser från stenåldern samt gravhögar från järnåldern. man har vidare anträffat sju depåfynd, bestående av ämnesjärn. I skogarna har omkring 385 fångstgropar hittats.

## Namnet
Namnet (1344 Thorp) är troligen ett bygdenamn som innehåller en äldre betydelse av torp' i form av 'betesmark'.

## Befolkningsutveckling
| Befolkningsutvecklingen i Torps socken, Medelpad 1750–1990                                               | Befolkningsutvecklingen i Torps socken, Medelpad 1750–1990 | Befolkningsutvecklingen i Torps socken, Medelpad 1750–1990 | Befolkningsutvecklingen i Torps socken, Medelpad 1750–1990 | Befolkningsutvecklingen i Torps socken, Medelpad 1750–1990 |
| --- | ---------------------------------------------------------- | ---------------------------------------------------------- | ---------------------------------------------------------- | ---------------------------------------------------------- |
| |                                                            |                                                            |                                                            |                                                            |
| År |                                                            |                                                            | Folkmängd                                                  |                                                            |
| 1750 | 1750                                                       |                                                            | 998                                                        |                                                            |
| 1760 | 1760                                                       |                                                            | 1 064                                                      |                                                            |
| 1769 | 1769                                                       |                                                            | 1 273                                                      |                                                            |
| 1780 | 1780                                                       |                                                            | 1 443                                                      |                                                            |
| 1790 | 1790                                                       |                                                            | 1 622                                                      |                                                            |
| 1800 | 1800                                                       |                                                            | 2 078                                                      |                                                            |
| 1810 | 1810                                                       |                                                            | 2 261                                                      |                                                            |
| 1820 | 1820                                                       |                                                            | 2 792                                                      |                                                            |
| 1830 | 1830                                                       |                                                            | 3 502                                                      |                                                            |
| 1840 | 1840                                                       |                                                            | 3 792                                                      |                                                            |
| 1850 | 1850                                                       |                                                            | 4 239                                                      |                                                            |
| 1860 | 1860                                                       |                                                            | 5 144                                                      |                                                            |
| 1870 | 1870                                                       |                                                            | 5 902                                                      |                                                            |
| 1880 | 1880                                                       |                                                            | 7 283                                                      |                                                            |
| 1890 | 1890                                                       |                                                            | 8 113                                                      |                                                            |
| 1900 | 1900                                                       |                                                            | 8 135                                                      |                                                            |
| 1910 | 1910                                                       |                                                            | 8 478                                                      |                                                            |
| 1920 | 1920                                                       |                                                            | 10 017                                                     |                                                            |
| 1930 | 1930                                                       |                                                            | 9 710                                                      |                                                            |
| 1940 | 1940                                                       |                                                            | 9 831                                                      |                                                            |
| 1950 | 1950                                                       |                                                            | 8 917                                                      |                                                            |
| 1960 | 1960                                                       |                                                            | 8 452                                                      |                                                            |
| 1970 | 1970                                                       |                                                            | 6 385                                                      |                                                            |
| 1980 | 1980                                                       |                                                            | 5 715                                                      |                                                            |
| 1990 | 1990                                                       |                                                            | 5 432                                                      |                                                            |
| Anm: Källor: Umeå universitet - Tabellverket 1749-1859, Demografiska databasen, CEDAR, Umeå universitet. |                                                            |                                                            |                                                            |                                                            |